# Lý thuyết phát hiện tín hiệu
Lý thuyết phát hiện tín hiệu (Detection theory hay signal detection theory), là một phương tiện để xác định khả năng nhận diện giữa tín hiệu và nhiễu. Nó có ứng dụng trong nhiều lĩnh vực như quản lý chất lượng (quality control), viễn thông, radar phát hiện, và tâm lý học (psychology). Khái niệm này giống với tỉ số tín hiệu trên nhiễu dùng trong khoa học, và nó cũng rất có ích trong quản lý các báo động (alarm management), khi mà việc tách các sự kiện quan trọng ra khỏi môi trường có nhiễu là rất quan trọng.
Theo lý thuyết, có một số các thiết bị nhận dạng tâm lý học nhằm xác định cách mà chúng ta nhận diện một tín hiệu, và mức ngưỡng của chúng ta (để quyết định là có hay không có tín hiệu) là bao nhiêu. Kinh nghiệm, sự mong đợi, và trạng thái tâm lý (ví dụ: mệt mỏi) và một số yếu tố khác đều ảnh hưởng đến ngưỡng. Ví dụ, một người lính gác trong thời chiến sẽ có vẻ phát hiện các dấu hiệu kẻ địch kém hơn so với trong thời bình.

## Tâm lý học
Lý thuyết phát hiện tín hiệu (SDT) được dùng khi các nhà tâm lý học muốn đo cách mà chúng ta đưa ra quyết định dựa trên những điều kiện không chắc chắn, chẳng hạn cách mà chúng ta nhận diện ra (dự đoán) khoảng cách trong điều kiện sương mù. SDT cho rằng bộ đưa ra quyết định, ví dụ: bộ não con người, không phải là một thiết bị nhận thông tin một cách bị động, mà là một bộ ra quyết định mang tính chủ động để có thể đưa ra các đánh giá về mặt cảm nhận, khá khó khăn dựa trên các điều kiện không chắc chắn. Trong tình huống sương mù, chúng ta buộc phải xác định khoảng cách tới một vật thể chỉ bằng các tác nhân kích thích hình ảnh mà đã bị làm suy yếu bởi sương mù. Vì độ sáng của đối tượng, chẳng hạn ánh đèn giao thông, được dùng bởi bộ não để nhận ra khoảng cách đến một đối tượng, và sương mù làm giảm độ sáng của đối tượng đó, chúng ta cảm nhận là đối tượng phải ở xa hơn nhiều so với khoảng cách thực.
Để có thể đo được khả năng nhận diện (khả năng cảm nhận) và định kiến, các nhà tâm lý học đo các thông số hits (có tín hiệu, và ta phát hiện ra nó) và correct negatives hay correct rejection (không có tín hiệu, và ta xác nhận là không có), cũng như false alarms (không có tín hiệu, nhưng ta phát hiện lại là có) và misses (có tín hiệu, nhưng ta lại không phát hiện ra.) Bằng cách đo các biến này, các nhà tâm lý học có thể nhận ra cách mà một người xác định một sự vật dưới nhiều điều kiện khác nhau.